# 雀舌
雀舌属于绿茶的一种。以嫩芽焙制的上等茶。因形状小巧似雀舌而得名，其香气极独特浓郁。因产量小而价格很高。
比较有名的有蒙山雀舌、巴山雀舌、峨眉山雀舌、武夷雀舌、贵州雀舌（湄潭翠芽）、蒲江雀舌、金坛雀舌、浙江雀舌、都匀毛尖。